# Tectiphiala ferox
Tectiphiala ferox är en enhjärtbladig växtart som beskrevs av Harold Emery Moore. Tectiphiala ferox ingår i släktet Tectiphiala och familjen Arecaceae. Inga underarter finns listade i Catalogue of Life.